# Manfred Fischer (Pomologe)
Manfred Fischer (* 13. Mai 1938) ist ein deutscher Pomologe und Pflanzenzüchter.

## Leben und Werk
In dem seit 1966 so genannten „Institut für Obstbau Dresden-Pillnitz“ und 1972 im  „Institut für Obstforschung der Akademie der Landwirtschaftswissenschaften der DDR“ wurde Fischer 1978 Nachfolger des verstorbenen Heinz Murawski (1921–1978) als Leiter der Abteilung für Obstzüchtung. Schon seit Beginn der 1970er-Jahre hatte er begonnen, aufbauend auf der von Otto Schindler (1876–1936) gezüchteten Sorte „Pi 80“, die heute verwendete Unterlage „Supporter 4“ zu selektieren.  In den Folgejahren waren seine Arbeiten wesentlich zur Züchtung resistenter Obstsorten zum ökologischen Obstanbau mit geringem Fungizideinsatz in der damaligen DDR. Die Arbeit von Murawski zur Züchtung von Pflaumen setzte er fort, was zur Züchtung von zwei scharkatoleranten Sorten führte. Die Züchtung resistenter Süßkirschen wurde mit seiner Beteiligung im Institut weiter betrieben.
Fischer hatte promoviert und habilitiert.
In den letzten zehn Jahren seines Berufslebens war er gemeinsam mit noch einem wissenschaftlichen Mitarbeiter für die „Genbank Obst Dresden-Pillnitz“ verantwortlich. Dort wurden hauptsächlich alle verfügbaren Obstsorten gesammelt und es wurde versucht, gegen typische Obstkrankheiten resistente Sorten zu finden. Am 31. Dezember 2002 wurde das Projekt beendet und mit anderen Strukturen weitergeführt und Fischer ging in den Ruhestand.  Seitdem veröffentlichte er einige Monografien zum Thema Obstbau.

### Züchtungen
Fischer war beteiligt an den Züchtungen der Apfelsorten Pilot (Sortenschutz seit 1988), Pinova (1996), Piros (1995), Reanda (1994), Relinda (1994), Remo (1990), Resi (1994) Retina (1994) und Rewena (1994). Ebenso wurden die Birnensorten David (1995), Hortensia (1998), Isolda (ohne Sortenschutz) und „Uta“ (2000) mit seiner Beteiligung gezüchtet. An Pflaumensorten wurden mit seinem Zutun Graf Brühl (ohne Sortenschutz) und „Gräfin Cosel“ (ohne Sortenschutz) gezüchtet. Von ihm wurden die Unterlagen Supporter 1–3, welche recht ähnliche Eigenschaften aufweisen, und die Auslese Supporter 4 geschaffen.

## Publikationen (Auswahl)
- mit Gerhard Baab: Apfelanbau. Verlag Eugen Ulmer, 2002, ISBN 3-8001-3237-0.
- mit Wilhelm Ellinger: Birnenanbau. Verlag Eugen Ulmer, 2005, ISBN 3-8001-4576-6.
- mit Hans-Joachim Albrecht und Martin Geibel: Taschenatlas Obst. Verlag Eugen Ulmer, 2006, ISBN 3-8001-4670-3.
- Obst kompakt. Verlag Eugen Ulmer, 2007, ISBN 978-3-8001-5490-6.
- mit Hans-Joachim Albrecht: Farbatlas Obstsorten. 3. Auflage. Verlag Eugen Ulmer, 2010, ISBN 978-3-8001-6965-8.